# Bachir Rouis
 (octobre 2020).
Si vous disposez d'ouvrages ou d'articles de référence ou si vous connaissez des sites web de qualité traitant du thème abordé ici, merci de compléter l'article en donnant les références utiles à sa vérifiabilité et en les liant à la section « Notes et références ».
Bachir Rouis (en arabe : بشير رويس) né le 1er janvier 1940 à Médéa (Algérie française) et mort le 5 octobre 2011 à Avignon (Vaucluse), est un homme politique algérien.

## Biographie

### Jeunesse
Né en 1940 à Médéa, Bachir Rouis a rejoint les rangs de l'Armée de libération nationale algérienne en 1956, durant la Guerre d'Algérie après avoir quitté le lycée aux côtés d'un grand nombre de ses camarades de classe. Il fut compagnon d'arme du maquisard Ali Khodja.

### Après l'indépendance
Il fut élevé au rang d'officier dans l'armée algérienne etait chef d'etat major de la région 2 a oran sous commandement Chadlli Bendjedid après l'indépendance de l'Algérie. 
En 1982, il a été nommé, ministre agricole et développement rural puis des Postes et Télécommunications, puis ministre de l'Information Jusqu'à 1989. 
Bachir Rouis était un homme politique algérien ayant occupé plusieurs postes ministériels dans les années 1980 sous la présidence de Chadli Bendjedid. Voici les informations clés le concernant, issues des résultats de recherche : 
-carrière politique**   
- Ministre agricole et développement rural.
  - Ministre des Postes et Télécommunications (1982–1984) sous le gouvernement Abdelghani III.  
  - Ministre de l’Information (1984–1989) sous les gouvernements Brahimi I et II.  
- Rôle durant les émeutes d’octobre 1988:
Il a attribué les troubles sociaux à des "influences étrangères"et à la détérioration du niveau de vie en Algérie .  
-Relations internationales.
- En 1984, il a rencontré Andreï Gromyko, ministre soviétique des Affaires étrangères, à Moscou en tant qu’envoyé spécial du président algérien.  
-Autres détails:
- Affiliation politique : Membre du FLN(Front de Libération Nationale).  

### Décès
Il est décédé le 5 octobre 2011 à Avignon, à l'âge de 71 ans et inhumé peu après au cimetière de Médéa.